# Західна Лиця (Ленінградська область)
Західна Лиця (рос. Западная Лица) — селище у Всеволожському районі Ленінградської області Російської Федерації.
Населення становить 458 осіб. Належить до муніципального утворення Сертоловське міське поселення.

## Історія
Від 1 серпня 1927 року належить до Ленінградської області.

## Населення
| 2010 | 2014 | 2015 | 2016 | 2017 | 2018 | 2019 |
| ---- | ---- | ---- | ---- | ---- | ---- | ---- |
| 449  | ↘448 | ↗450 | ↘448 | ↗457 | ↗458 | ↗459 |
| 2020 |      |      |      |      |      |      |
| ↘458 |      |      |      |      |      |      |